# مافن
المافن أو الموفينية الإنجليزية (بالإنجليزية: English muffin)‏ من الحلويات الإنجليزية التقليدية، التي تقدم غالباً مع شاي الخامسة، عبارة عن كيكة ذات مواصفات معينة يدخل في تحضيرها أنواع مختلفة من المربى والزبيب واللوز. انتشرت في العالم، وأصبحت تُقدم في حفلات الشاي أو مع الإفطار الصباحي.

## وصفات المافن
هناك عدة وصفات للمافن منها وصفة تحضّر من الطحين، الحليب، البيض، التمر المحشي باللوز، السكر، الزيت، الفانيليا، البايكنغ باودر والملح. تزيّن المافن باستخدام الحليب المكثف المحلى، التمر المحشي باللوز والنيسكافيه. في هذه الحال تحتوي على سعرات حرارية عالية تقارب ال 363 سعرة حرارية.